# Nova Olímpia, Mato Grosso
Nova Olímpia este un oraș în Mato Grosso (MT), Brazilia.